# Пасечник, Леонид Иванович
Леони́д Ива́нович Па́сечник (род. 15 марта 1970, Ворошиловград, Ворошиловградская область, Украинская ССР, СССР) — российский государственный и военный деятель подконтрольной России Луганской Народной Республики. Действующий глава Луганской Народной Республики с 23 сентября 2023 года. Ранее занимал должность главы с 21 ноября 2018 по 4 октября 2022 года. Генерал-майор Министерства государственной безопасности ЛНР.
За действия и политику, которые подрывают территориальную целостность, суверенитет и независимость Украины находится под международными санкциями стран Евросоюза, США, Великобритании и ряда других стран.

## Биография
Родился 15 марта 1970 года. Отец ― Иван Сергеевич Пасечник, сотрудник милиции, 26 лет проработал в органах ОБХСС СССР.
В 1975 году его семья переехала жить в Магадан. Говоря в одном из своих интервью о жизни на севере России, Леонид Пасечник приводит следующий примечательный эпизод: «Когда я был мальчишкой, наша семья жила на севере — в Магадане, там отец обслуживал золотые прииски. Не единожды отцу приходилось раскрывать кражи золота. Задерживал и 20, и 25, и 30 килограммов краденого драгметалла. Однажды в начале 80-х годов он задержал преступников, похитивших 60 кг золота и готовившихся переправить его на „материк“. Те предложили ему взятку — 200 тыс. советских рублей. Отец отказался. Уверен, что и мысли у него не было взять эти деньги. Мне он часто повторял „Живи честно, по уставу — завоюешь честь и славу“. Так он жил и сам. Имел много наград, причём не только ведомственных, но и государственных».
Окончил Донецкое высшее военно-политическое училище инженерных войск и войск связи.
С 1993 года был сотрудником Службы безопасности Украины, имел звание подполковника.
Занимал должность начальника подразделения по борьбе с контрабандой главного отдела «К» Управления СБУ в Луганской области. Стал известен задержанием 15 августа 2006 года крупной партии контрабанды на КПП «Изварино» (1 940 000 долларов США и 7 243 000 российских рублей), причём, согласно некоторым утверждениям, принципиально отказался от предлагаемой ему взятки.
В 2010—2014 годах — начальник Стахановского межрайонного отдела СБУ. Однако он «не вписался» в систему и в декабре 2013 года, прослужив 25 лет, как раз после начала акций протеста в Киеве уволился из СБУ по выслуге лет в звании полковника. Из интервью Пасечника журналисту Anna News в январе 2016 года: «Не я ушел. Меня ушли. Система меня била-ломала, очень сильно причём. … Когда был молодым, я это не сильно понимал. Но когда надел уже полковничьи погоны, я понял, что надо выбирать какую-то из сторон … Мне сказали: либо идёшь в какую-то из команд… Все команды были негативной направленности — ориентированы на зарабатывание денег. Я сказал: я никуда не пойду, у меня есть своя голова на плечах».
С началом вооружённого конфликта на Юго-Востоке Украины перешёл на сторону сил ЛНР. 9 октября 2014 года был назначен министром государственной безопасности Луганской Народной Республики.
В 2015 году между Леонидом Пасечником и Игорем Плотницким началось противостояние. В октябре 2015 года Плотницкий временно отстранил Пасечника от исполнения обязанностей из-за инициированного им расследования о махинациях в отношении министра топлива, энергетики и угольной промышленности Дмитрия Лямина. Потом оба были восстановлены в своих должностях. В марте 2016 года украинские СМИ сообщали, что между Пасечником и Плотницким назрел серьёзный конфликт, связанный с поставками в республику топлива. В августе 2016 года Плотницкий обвинил республиканские спецслужбы в бездействии после покушения на него, когда он был тяжело ранен в результате подрыва его автомобиля.
24 ноября 2017 года был назначен Игорем Плотницким на должность исполняющего обязанности главы Луганской Народной Республики после ухода последнего в отставку, произошедшего в результате политического кризиса в республике. Сразу после своего представления к должности заявил о приверженности соглашениям, достигнутым в ходе переговоров в Минске.
25 ноября 2017 года единогласно утверждён в должности исполняющего обязанности главы Народным Советом ЛНР.
5 декабря 2017 года на здании Правительства ЛНР в Луганске Пасечник открыл мемориальную доску Геннадию Цыпкалову. На церемонии присутствовал Алексей Карякин, который ранее был объявлен в розыск Генеральной прокуратурой ЛНР, но вернулся в непризнанную республику после отставки Плотницкого.
18 февраля 2018 года в Луганске делегаты третьего общереспубликанского съезда Общественного движения «Мир Луганщине» избрали и. о. главы ЛНР Леонида Пасечника председателем движения. Делегаты съезда единогласно проголосовали о досрочном прекращении полномочий экс-главы ЛНР и председателя движения Игоря Плотницкого в связи с переходом на новую работу, а также единогласно проголосовали за избрание Пасечника лидером движения.
В этот же день Леонид Пасечник заявил о намерении принять участие в выборах на пост главы Республики осенью 2018 года. «Я относительно недавно приступил к исполнению обязанностей главы и на мне уже сейчас лежит большая ответственность. Но впереди предстоит много работы, которая требует немало сил и времени, а я не из тех, кто бросает дела и останавливается на полпути. Поэтому я с ответственностью заявляю, что намерен принять участие в осенних выборах в качестве кандидата на пост главы Луганской Народной Республики, чтобы в полной мере выполнить поставленные перед нами задачи», ― заявил он.
11 ноября 2018 года в Луганской Народной Республике состоялись выборы главы, которые Леонид Пасечник выиграл, набрав 68,3 % от числа пришедших на избирательные участки.
21 февраля 2022 года Леонид Пасечник подписал со стороны Луганской Народной Республики договор о дружбе, сотрудничестве и взаимной помощи с Россией.
Разыскивается Службой безопасности Украины по трём статьям Уголовного кодекса Украины.

## Санкции
17 марта 2014 года был внесен в санкционный список Евросоюза так как поддерживал и осуществлял действия и политику, которые подрывают территориальную целостность, суверенитет и независимость Украины и еще больше дестабилизируют Украину. В 2018 году Евросоюз ввёл дополнительные санкции.
20 июня 2017 года внесён в санкционный список США, 15 марта 2019 года Канады, 16 марта 2019 года Австралии.
31 декабря 2020 года попал под санкции Великобритании, 9 апреля 2021 года Украины.
После вторжения России на Украину, внесён в санкционные списки Японии и Новой Зеландии.

## Награды
- 2007 — Медаль «За военную службу Украине»
- 2018 — Орден Дружбы (Южная Осетия)[30]
- 2021 — Медаль «За мужество и доблесть» (Республика Крым) — за смелые и решительные действия, совершенные при исполнении гражданского долга, личный вклад в укрепление мира и согласия[31]
- 2022 — Орден Кадырова (Чечня, Россия) — за личные заслуги в деле сохранения мира, укрепления российской государственности, значительный вклад в развитие отношений между Чеченской Республикой и Луганской Народной Республикой
- 2022 — Орден «За заслуги перед Отечеством» I степени (Россия) — за выдающиеся заслуги по защите прав и свобод гражданского населения от агрессии украинских националистов[32]
- 2023 — Орден «Ветеранская Слава» I степени (МАВПА «Альфа»)[33]